# نادي غرونينغن
نادي غرونينغن لكرة القدم (بالهولندية: FC Groningen) نادي كرة قدم هولندي يلعب في دوري الدرجة الممتازة. تم تأسيس النادي في سنة 1971. 

ابرز من لعبت لهذا النادي هو آريين روبن.